# シエラレオネの国際関係
シエラレオネの国際関係 (しえられおねのこくさいかんけい) では、シエラレオネと主要な国家および国際機関との関係を述べる。
シエラレオネは多くの西側諸国と正式に国交を有しているほか、旧ソ連諸国や中華人民共和国とも外交関係を持っている。
元大統領のスティーブンス政権時代に、西アフリカ諸国経済共同体 (ECOWAS) の下に、西アフリカ諸国との親交を深めていった。2011年現在、現政権もこの成果を受け継いでいる。
シエラレオネは、国際連合及びその専門機関のほか、アフリカ連合、西アフリカ諸国経済共同体 (ECOWAS)、アフリカ開発銀行 (AFDB)、マノ川同盟 (MRU)、イスラム諸国会議機構 (OIC)、非同盟 (NAM) の加盟国である。
また、国際刑事裁判所のメンバー国でもあり、（ローマ規程98条に基づいた）アメリカ軍を擁護するための免責協定ともいわれる二国間免責協定 (BIA) をアメリカ合衆国との間に締結している。
シエラレオネ外務省は国外の世界各地16ヶ所に大使館や高等弁務官事務所を設置している。
シエラレオネはかつてイギリスの植民地でもあった事などから、イギリスからの独立以降はイギリス連邦の加盟国である。

## 二国間関係

### アメリカ合衆国

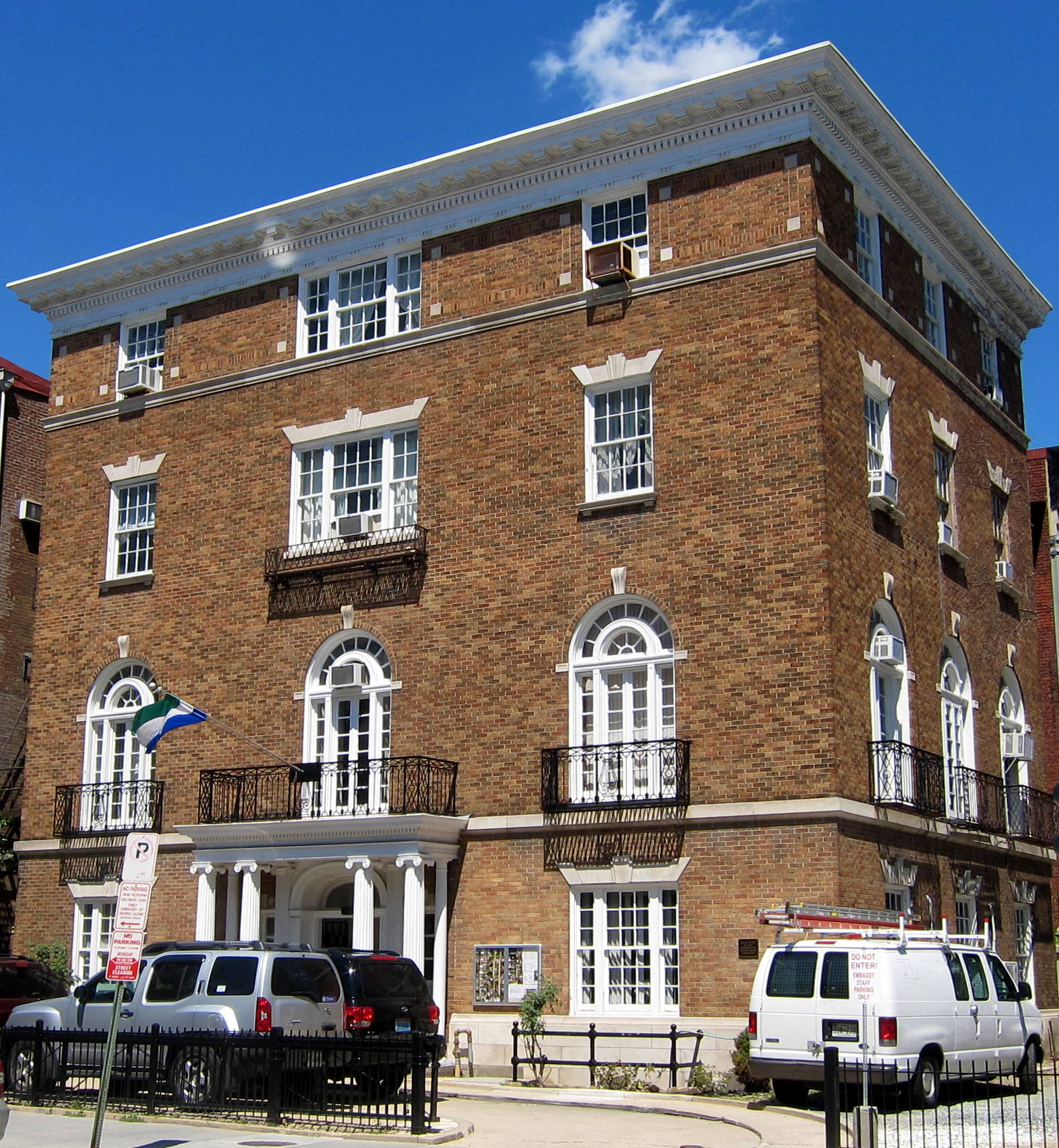
ワシントンD.C.にあるシエラレオネ大使館

アメリカ合衆国とシエラレオネの関係は19世紀の宣教活動から始まった。1959年、米国はフリータウンに領事館を開設し、その後シエラレオネが独立を果たした1961年に大使館に格上げされた。今日の両国間の関係は、増大する歴史的な興味を享受する二カ国の人々の間に結ばれた民族的な関係を以て、親密な関係にある。多くのシエラレオネ人がアメリカ合衆国内に居住している。2006年度会計では、シエラレオネに対する米国のあらゆる分野における二国間援助額の総計は2953万8000米ドルであった。米国は、平和、民主主義、人権、保健教育（特にHIV/AIDS対策）の強化のほか、人的資源の開発を主眼とした支援を実施している。
2008年現在、米国政府は在シエラレオネ大使館に Glenn Fedzer 代理公使を派遣し、シエラレオネ政府からは在アメリカ合衆国大使館（ワシントンD.C.）に H. E. Bockari Kortu Stevens 特命全権大使が駐在する。
 この記事にはパブリックドメインである、アメリカ合衆国国務省が作成した次の文書本文を含む。"Background Note: Sierra Leone". U.S. Bilateral Relations Fact Sheets. United States Department of State.

## 国際紛争
大規模な国連平和維持活動の結果、内戦は終結した。しかしながら、反逆的な暴力組織による戦闘や民族間の紛争、不法なダイヤモンドの取引、汚職、自国内の市民暴動、難民、暴動にも悩まされる近隣国への難民流出が発生している。